# Wahrendorffska huset

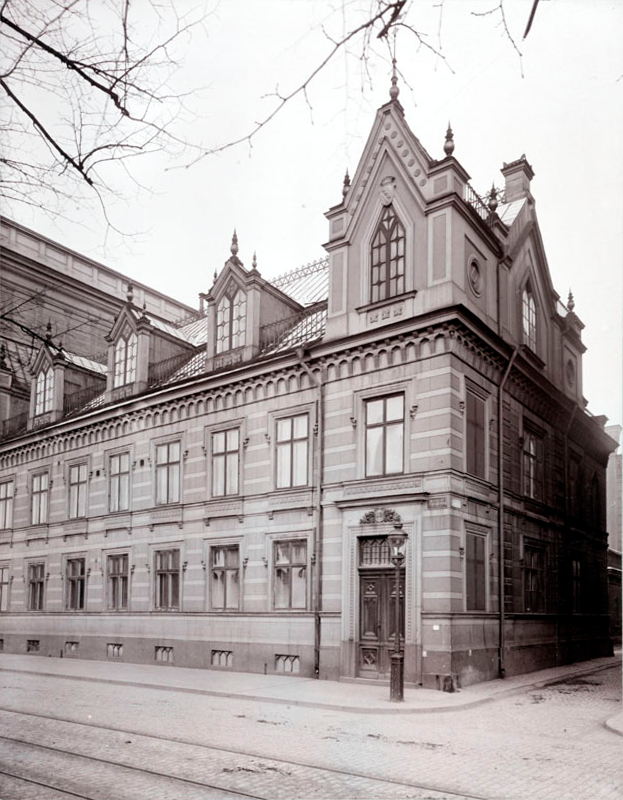
Wahrendorffska huset 1903.

Wahrendorffska huset var namnet på en byggnad vid korsningen Kungsträdgårdsgatan och Wahrendorffsgatan på Norrmalm i Stockholm.
Huset, liksom gatan, fick sitt namn efter dess ägare hovmarskalken Martin von Wahrendorff. Enfamiljshuset tillbyggdes 1857 med två fönsteraxlar enligt Johan Fredrik Åbom ritningar och försågs med höga och rikt ornamenterade vindskupor i götisk stil.
Huset fick 1912 ge plats för Stockholms Enskilda Banks projektering av ett nytt huvudkontor, och på adressen Kungsträdgårdsgatan 10 restes året därpå en ny byggnad ritad av Ivar Tengbom.